# 小約翰·肯尼迪墜機事件
1999年7月16日，美國前總統約翰·F·肯尼迪之子小约翰·肯尼迪駕駛的一架派珀PA-32R在前往馬薩葡萄園途中墜入馬薩葡萄園離岸大西洋水域，導致小約翰·肯尼迪、其妻卡羅琳·貝塞特及卡羅琳的姐姐勞倫·貝塞特遇難。此次空難使肯尼迪家族的一連串悲劇自1997年肯尼迪之侄邁克爾·肯尼迪滑雪時意外身亡后再次成為公眾焦點。

## 事故經過

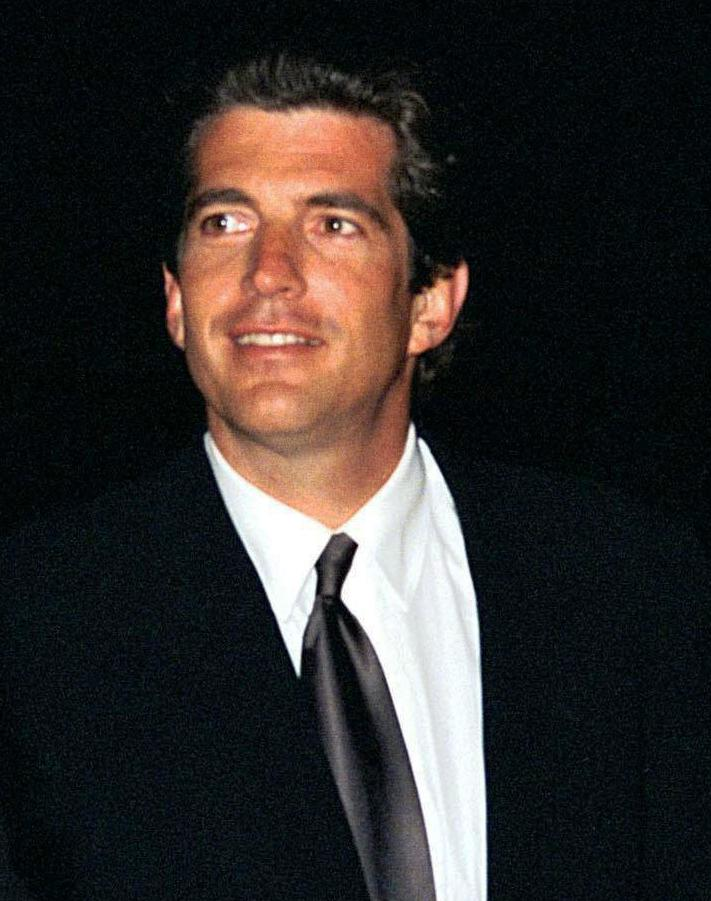
小約翰·肯尼迪在1998年

7月16日晚20時45分，小肯尼迪夫婦及勞倫·貝塞特在新泽西州埃塞克斯縣埃塞克斯縣機場（CDW）登機，準備前往麻薩諸塞州马萨葡萄园岛參加小肯尼迪堂妹勞瑞·肯尼迪的婚禮，計劃沿康乃狄克州的海岸線並經羅德島灣上空前往馬薩葡萄園島機場（MVY），飛機由小肯尼迪親自駕駛。涉事飛機於1995年6月出廠，1998年作為二手飛機被小肯尼迪購入，未安裝飛行記錄儀。
該機計劃於晚10時到達馬薩葡萄園，但於當晚9時39分在馬薩諸塞州附近與航管失去聯繫。晚10時05分，馬薩葡萄園機場聯繫美国联邦航空管理局在康涅狄格州布里奇波特的辦公室，試圖獲取關於小肯尼迪所駕飛機的消息，但一無所獲。7月17日凌晨2時15分，美國海岸防衛隊一度接到長島附近發出的求救信號，肯尼迪的家人亦將飛機未降落一事通知海岸防衛隊。凌晨4時，海岸防衛隊開始對失蹤飛機進行搜救。當天下午3時許，部分飛機殘骸在馬薩諸塞州海域被發現。營救行動於7月19日結束，并改為對失事飛機的搜尋，海岸防衛隊同日宣佈機上3人已經死亡。7月20日晚11時30分，失事飛機的其餘殘骸在海底被一艘搜救船尋獲。次日下午，小約翰·肯尼迪夫婦及勞倫·貝塞特的遺體在海底被美國海軍的潛水員發現並被打撈上岸。
雷達數據表明，小肯尼迪的座機被認為以機頭向下的姿態在34秒內從670米的高度墜海。

## 原因
美國國家運輸安全委員會認定此次空難的原因為“飛行員夜間在水面上空飛行時未能控制飛機，導致空間迷向”。
事發當晚，埃塞克斯縣上空有雲霧，這容易引起空間迷向。小肯尼迪所駕飛機航線上各機場報告能見度在5至8英里之間且有雲霧，一名飛行員亦因此天氣取消飛行計劃。墜機地點的能見度則為10英里。
1998年4月，小肯尼迪取得私人飛行執照，但未獲得儀器飛行認證。而在空難發生前兩個月內，小肯尼迪被認定“飛行技術良好”。小肯尼迪的總計飛行時間約為310小時，其中55小時為夜間飛行。在沒有領航員的情況下，小肯尼迪的飛行時數為72。截至空難前15個月，小肯尼迪已在新澤西和馬薩葡萄園之間飛行35次，而在空難前兩個月，小肯尼迪最後一次在沒有領航員的情況下獨立駕駛其私人飛機。
NTSB認為，小約翰·肯尼迪的婚姻可能造成了其空難時的心理壓力。小肯尼迪在生命的最後三天內在紐約一飯店獨自暫住。此外，小肯尼迪創辦的《喬治》雜誌正陷入財政危機。航行信息指南（AIM）稱日常生活的壓力可影響飛行員的表現。
事發時，小肯尼迪的私人飛機一度飛入美國航空1484號班機的航道，當時美航班機正向威斯特徹斯特縣機場進場。空管指揮美航班機下降，以避免空中相撞。兩架飛機間的距離當時“近得令人不安”。
小約翰·肯尼迪在事發時並未報告飛行計劃，除起飛階段外亦未曾聯繫空管，更未曾報告緊急情況。而當時小肯尼迪並不需要遞交飛行計劃，即便如此也無人知曉其飛行路線及預計降落時間。該機本應在日落前（18時）起飛，但因肯尼迪其妻臨時前往購物遇上週末塞車而延誤，當時新澤西州的航機流量亦較大，小肯尼迪的飛機只得在天黑后的20時39分起飛。飛機起飛時，月亮僅在地平線以上，亮度較低。
小肯尼迪的飛機在接近馬薩葡萄園時為節省時間，選擇了飛越水面上空，而不是沿有燈光的羅德島灣海岸線飛行，這導致了空間迷向。
空難前六週，小肯尼迪在一次滑翔伞運動中受傷，左腳踝骨折，手術後只得拄拐杖行走，直至空難當天。NTSB在调查后认为小肯尼迪的伤情对于驾驶飞机来说没有障碍。
在檢查殘骸時，美國國家運輸安全委員會發現小肯尼迪座機的無線電頻率在獲取馬薩葡萄園的自动终端情报服务（ATIS）時錯選了127.25，而不是126.25。同樣地，他在接收埃塞克斯縣機場ATIS時選擇了135.25，但正確頻率為135.5。NTSB拒絕就頻率錯選的原因發表評論。

## 事後
小約翰·肯尼迪的遺體於7月21日被打撈上岸。在小肯尼迪的追悼彌撒上，小肯尼迪的叔父、參議員愛德華·肯尼迪稱：
|  | 我們敢於想象，這位約翰·肯尼迪會與他心愛的卡羅琳活到白髮蒼蒼的那一天。但可惜天不假年，他和他的父親一樣英年早逝。 |

美國總統比尔·克林顿宣佈白宮為小肯尼迪降半旗。在克林頓的指示下，美國海軍的戰艦也參與了小肯尼迪座機的搜救。此舉被批評為濫用納稅人的稅款，因為沒有普通公民能獲得這等待遇。7月21日晚，驗尸結果顯示小肯尼迪在遭到撞擊後死亡。當晚，小肯尼迪的遺體由馬薩諸塞州的海恩尼斯運往達克斯伯里，並在五月花公墓火化。7月22日早，小肯尼迪的骨灰在布里斯科號驅逐艦上被撒入馬薩葡萄園一帶的大西洋水域。該艦在美国国防部长威廉·科恩的許可下被用於小肯尼迪的追悼活動。